# 科勒维尔-蒙哥马利
科勒维尔-蒙哥马利（法語：Colleville-Montgomery，法語發音：[kɔlvil mɔ̃ɡɔmʁi] ⓘ）是法国卡尔瓦多斯省的一个市镇，属于卡昂区。

## 地名
该市镇原名“奥恩河畔科勒维尔”（Colleville-sur-Orne），后于1946年更名为“科勒维尔-蒙哥马利”以纪念英国将军伯納德·蒙哥馬利。

## 地理
科勒维尔-蒙哥马利（49°16'28"N, 0°18'1"W）面积7.74 平方千米，位于法国诺曼底大区卡爾瓦多斯省，该省份为法国西北部沿海省份，北濒大西洋英吉利海峡，东北与滨海塞纳省以海上边界相接，东临厄尔省，南至奧恩省，西与芒什省接壤。
与科勒维尔-蒙哥马利接壤的市镇（或旧市镇、城区）包括：比耶维尔-伯维尔、滨海埃尔芒维尔、维斯特雷阿姆、当河畔佩里耶、圣欧班达尔克奈、贝努维尔。
科勒维尔-蒙哥马利的时区为UTC+01:00、UTC+02:00（夏令时）。

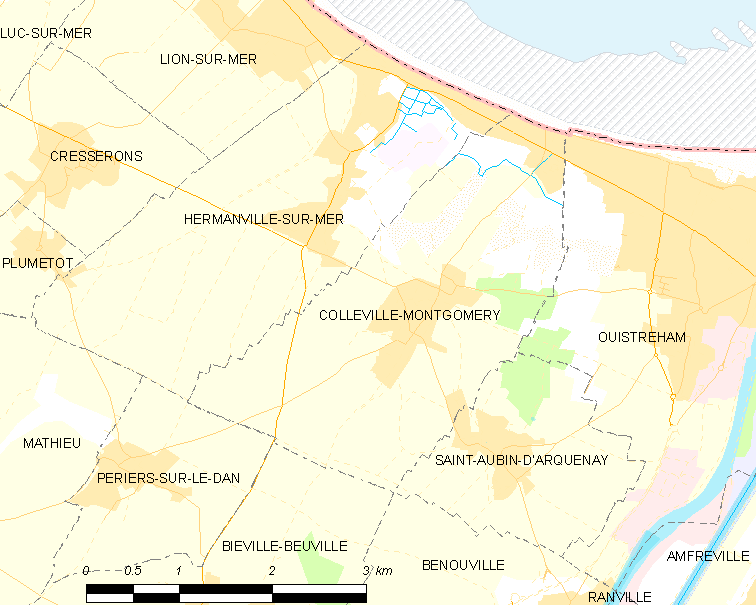
科勒维尔-蒙哥马利的OSM定位图

## 行政
科勒维尔-蒙哥马利的邮政编码为14880，INSEE市镇编码为14166。

## 政治
科勒维尔-蒙哥马利所属的省级选区为维斯特雷阿姆县。

## 人口

1962-2008年间科勒维尔-蒙哥马利人口变化图示

科勒维尔-蒙哥马利于2022年1月1日时的人口数量为2529人。